# Polysteganus
Genre
Le genre Polysteganus est constitué d'espèces de dentés, poissons marins, au sein de la famille des Sparidae.

## Liste d'espèces
- Polysteganus baissaci (Smith, 1978) - Denté guingham
- Polysteganus coeruleopunctatus (Klunzinger, 1870) - Denté à points bleus
- Polysteganus praeorbitalis (Günther, 1859) - Denté du Natal
- Polysteganus undulosus (Regan, 1908) - Denté maculé